# Pampepato
Le pampepato, panpepato ou pampapato, est un gâteau (ou pépite) italien de forme ronde. Les ingrédients varient en fonction de la zone de production et comprennent généralement des amandes, des noisettes, des pignons, du poivre, de la cannelle, de la noix de muscade, des oranges et des cédrats confits, des raisins secs, le tout mélangé avec ou sans cacao, chocolat, café, liqueur, miel, farine et moût de raisin cuit. Le gâteau est ensuite cuit au four (de préférence dans un four à bois). Il est généralement consommé comme dessert de Noël. Il s'agit encore essentiellement d'un produit artisanal et, dans certaines régions, il est encore fabriqué à domicile, avec la coutume traditionnelle d'échanger le gâteau avec un brin de gui.

## Histoire
Le panpepato de Sienne remonte à la période médiévale. Dans les années 1800, en l'honneur de la reine Marguerite de Savoie, un nouveau type de panforte, ou pampepato, a été fabriqué, recouvert de sucre glace, qui a reçu le nom de panforte Margherita.
L'origine du pampepato de Ferrare remonte à la tradition des pani arricchiti (pains riches) à l'époque de Noël. La recette trouve probablement son origine dans les couvents cloîtrés de Ferrare, vers le XVe siècle, lorsque l'État pontifical avait une forte influence sur le territoire.
À Terni, en Ombrie, le pampepato est produit depuis le XVIe siècle selon une recette probablement importée d'Extrême-Orient par les marchands d'épices, vers la moitié du siècle. La tradition culinaire italique a ensuite ajouté des saveurs locales telles que noix, agrumes et moût cuit, ingrédient difficile à trouver mais qui à Terni est mis en bouteille exprès pour la préparation du pampepato.

## Reconnaissances
Le pampepato a été reconnu comme un produit traditionnel par les régions d'Ombrie, de Toscane et d'Émilie-Romagne et inscrit sur la liste spéciale du ministère des Politiques agricoles, alimentaires et forestières.
Le panpapato de Ferrare obtient l'IGP en 2015. Le pampepato di Terni obtient l'IGP de l'Union européenne le 23 octobre 2020.